# 浜松市北部水泳場
浜松市北部水泳場（はままつしほくぶすいえいじょう）は、静岡県浜松市中央区にある水泳場である。指定管理者は シンコースポーツ ・ 東海美装興業グループ

## 施設
25mの屋内プールがあり、夏季には屋外プールも使用可能となる。

## 沿革
- 1997年（平成9年）9月 - 開館

## 所在地
- 静岡県浜松市中央区高丘西四丁目7-1
北緯34度45分39.5秒 東経137度41分34.8秒 / 北緯34.760972度 東経137.693000度

### 交通アクセス
- 東名浜松西I.C.より車で5分。
- 浜松駅バスターミナルから遠鉄バスで「葵町・高丘・花川運動公園」行きで30分